# As Friends Rust
Gli As Friends Rust sono un gruppo musicale Post Hardcore proveniente da Gainesville, nella Contea di Alachua, USA. Sebbene abbiano pubblicato non moltissimi lavori, la band ha sempre goduto di una discreta popolarità tanto da aver fatto diversi tour in tutto il mondo.
La band ha avuto due diverse formazione. La prima ebbe scarso successo tanto che il gruppo venne ufficialmente sciolto nel 1998. A quel punto il cantante Damien Moyal reclutò altri musicisti e diede vita alla seconda effettiva stagione musicale della band, che fu decisamente più prolifica della precedente.

## Discografia
(esclusi singoli e demo)
- 1998 - The Fists of Time
- 1999 - As Friends Rust
- 1999 - Eleven Songs (raccolta)
- 2001 - Won
- 2002 - A Young Trophy Band in the Parlance of Our Times
- 2002 - Camden Underworld, London – 16 November 2001 (live)
- 2014 - Greatest Hits? (raccolta)
- 2015 - The Porch Days: 1998 to 2000 (raccolta)
- 2019 - Up From the Muck
- 2023 - Any Joy